# Polyrhaphis testacea
Polyrhaphis testacea là một loài bọ cánh cứng trong họ Cerambycidae.